# Calciatore dell'anno (Svizzera)
Il Calciatore dell'anno, ora Swiss Football Night, è un evento che dal 1998 ha sostituito il premio omonimo assegnato dalla rivista Sport. 
Dal 2022 viene organizzato congiuntamente dall‘Associazione Svizzera di Football e dalla Swiss Football League in una serata durante la quale vengono premiati i migliori giocatori svizzeri e del campionato svizzero di calcio. 

## Formula

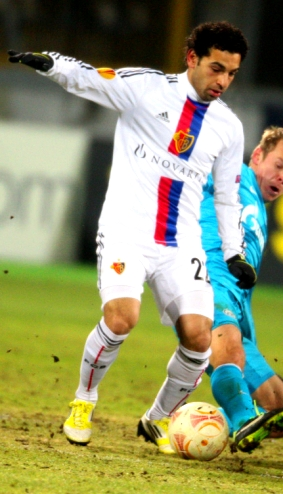
Salah ha vinto il premio nella sua prima stagione con la maglia del Basilea

Dal 1998, ogni anno vengono assegnati, in campo maschile, due trofei di Calciatore dell'anno: uno al miglior giocatore della Swiss Super League noto inizialmente come Axpo Swiss Super League Player of the Year e uno al miglior giocatore della nazionale noto come Credit Suisse Player of the Year. Sempre dal 1998 viene assegnato, in campo femminile, il corrispettivo premio alla migliore calciatrice della nazionale svizzera. 
Con l'introduzione della Swiss Football Night, le due organizzazioni hanno unito gli Swiss Football Awards e la SFL Award Night  e viene parimenti premiata anche la migliore giocatrice della Women's Super League.
Le denominazioni e il numero dei premi sono variati per motivi di sponsorizzazione nel corso degli anni.

### Swiss Football Night
Dal 2022 l‘ASF e la SFL premiano insieme i migliori calciatori e calciatrici dell‘anno.
Con la nuova organizzazione unitaria, sono previste sei categorie per premiare il miglior calciatore della Super League, il miglior calciatore della nazionale svizzera, il miglior giovane svizzero dell'anno, il miglior calciatore della seconda serie e, a livello femminile, la miglior calciatrice del campionato nonché della nazionale elvetica.
Nelle tre categorie Credit Suisse Male National Player, Credit Suisse Female National Player e Credit Suisse Youngster, la giuria è composta dagli allenatori delle squadre nazionali dell'ASF.
Nelle due categorie Credit Suisse Super League Player e dieci Challenge League Player, gli allenatori e i capitani dei 20 club SFL, gli allenatori delle squadre nazionali dell'ASF e rappresentanti media selezionati, provenienti da tutte le parti del paese, determinano i tre giocatori nominati e il vincitore.  
Le tre giocatrici nominate e la vincitrice del trofeo Axa Women's Super League sono scelte dagli allenatori e dai capitani dei club AWSL.

## Riconoscimenti
Durante la Swiss Football Night vengono premiati 6 calciatori:
- Credit Suisse Super League Player: il miglior giocatore della Super League a prescindere dalla nazionalità
- Credit Suisse Male National Player: il miglior giocatore di nazionalità svizzera[7]
- Credit Suisse Female National Player: la miglior giocatrice di nazionalità svizzera
- Credit Suisse Youngster: il miglior giovane svizzero
- dieci Challenge League Player: il miglior giocatore della Challenge League a prescindere dalla nazionalità
- Axa Women's Super League Player: la migliore giocatrice della Women's Super League  a prescindere dalla nazionalità

### Trofeo Iconic
I migliori giocatori di ciascuna delle sei categorie vengono premiati con il nuovo trofeo Iconic creato nel 2021 che viene prodotto attraverso un procedimento speciale con una stampante 3D.

## Albo d'oro

### Miglior giocatore della Super League

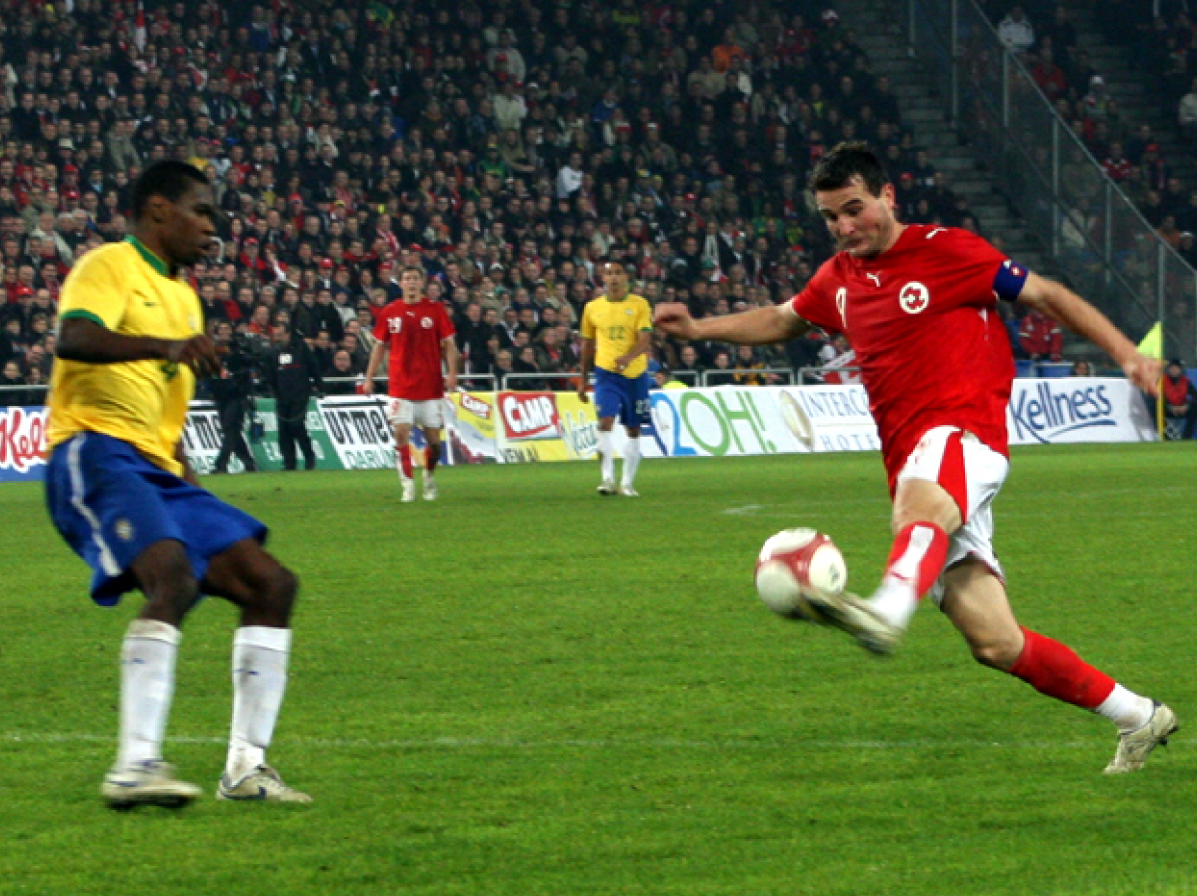
Alexander Frei in azione contro Juan nell'amichevole Svizzera-Brasile (1-2) nel 2006.

I vincitori della categoria Super League Player.
- 1998 	 Stefan Rehn, Lausanne Sports
- 1999 	 Alexandre Rey, Servette FC Genève
- 2000 	 Charles Amoah, San Gallo
- 2001 	 Stéphane Chapuisat, Grasshopper Club Zürich
- 2002 	 Murat Yakın, Basilea
- 2003 	 Hakan Yakın, Basilea
- 2004 	 Stéphane Chapuisat, Young Boys
- 2005 	 Ricardo Cabanas, Grasshopper Club Zürich
- 2006 	 Matías Delgado, Basilea
- 2007	 Mladen Petrić,	Basilea
- 2008 	 Hakan Yakın, Young Boys
- 2009 	 Seydou Doumbia, Young Boys
- 2010 	 Seydou Doumbia, Young Boys

- 2011 	 Alexander Frei, Basilea
- 2012 	 Alexander Frei, Basilea
- 2013 	 Mohamed Salah, Basilea
- 2014	 Shkëlzen Gashi, Basilea
- 2015   Breel Embolo, Basilea
- 2016   Guillaume Hoarau, Young Boys
- 2017   Michael Lang, Basilea
- 2018   Kevin Mbabu, Young Boys
- 2019   Jean-Pierre Nsame, Young Boys
- 2020   Jean-Pierre Nsame, Young Boys
- 2021   Arthur Cabral, Basilea
- 2022   Fabian Rieder, Young Boys
- 2023  Meschack Elia, Young Boys

#### Classifica per giocatori
2 vittorie: Stéphane Chapuisat, Hakan Yakın, Seydou Doumbia, Alexander Frei, Jean-Pierre Nsame

#### Classifica per squadre di club
10 vittorie:  Basilea,  Young Boys
3 vittorie:  Grasshoppers

#### Classifica per nazionalità
13 vittorie:  Svizzera
2 vittorie:  Costa d'Avorio,  Camerun

### Miglior calciatore svizzero
I vincitori della categoria Male National Player.
- 1998 	Raphaël Wicky,  Werder Brema
- 1999 	Ciriaco Sforza,  Kaiserslautern
- 2000 	David Sesa,  Lecce
- 2001 	Stéphane Henchoz,  Liverpool
- 2002 	Stéphane Henchoz,  Liverpool
- 2003 	Jörg Stiel,	 Borussia Mönchengladbach
- 2004 	Alexander Frei,  Stade Rennais
- 2005 	Alexander Frei,  Stade Rennais
- 2006 	Philippe Senderos,  Arsenal
- 2007 	Alexander Frei,  Borussia Dortmund
- 2008 	Tranquillo Barnetta,  Bayer Leverkusen
- 2009 	Diego Benaglio,  Wolfsburg
- 2010 	Benjamin Huggel,  Basilea

- 2011 	Xherdan Shaqiri,  Basilea
- 2012  Xherdan Shaqiri,  Bayern Monaco
- 2013 	Diego Benaglio,  Wolfsburg
- 2014 	Ricardo Rodriguez,  Wolfsburg
- 2015  Stephan Lichtsteiner,  Juventus
- 2016  Yann Sommer,  Borussia Mönchengladbach
- 2017  Granit Xhaka,  Arsenal
- 2018  Yann Sommer,   Borussia Mönchengladbach
- 2019  Haris Seferovic,  Benfica
- 2020  Premio non assegnato
- 2021  Yann Sommer,  Borussia Mönchengladbach
- 2022  Granit Xhaka,  Arsenal
- 2023  Granit Xhaka,  Arsenal /  Bayer Leverkusen

#### Classifica per giocatori
3 vittorie: Alexander Frei, Yann Sommer, Granit Xhaka
2 vittorie: Diego Benaglio, Stéphane Henchoz, Xherdan Shaqiri
- Heinz Hermann ha vinto 5 volte il precedente premio Calciatore svizzero dell'anno (Sport).

#### Classifica per squadra di club
4 vittorie:  Borussia M'gladbach,  Arsenal
3 vittorie:  Basilea,  Wolfsburg
2 vittorie:  Bayer Leverkusen,  Liverpool,  Rennes

#### Classifica per campionato
12 vittorie:  Bundesliga
6 vittorie:  Premier League
3 vittorie:  Super League
2 vittorie:  Ligue 1,  Serie A

### Miglior giocatrice della Women's Super League
Le vincitrici della categoria Axa Women's Super League Player che prende il nome dallo sponsor. La categoria è stata introdotta con la prima Swiss Football Night del 2022 che ha premiato i vincitori del 2021.
- 2021   Sandy Maendly, Servette
- 2022   Fabienne Humm, Zurigo
- 2023   Seraina Piubel, Zurigo

#### Classifica per squadra di club
2 vittorie: Zurigo
1 vittoria: Servette

#### Classifica per nazionalità
3 vittorie:  Svizzera

### Miglior calciatrice svizzera

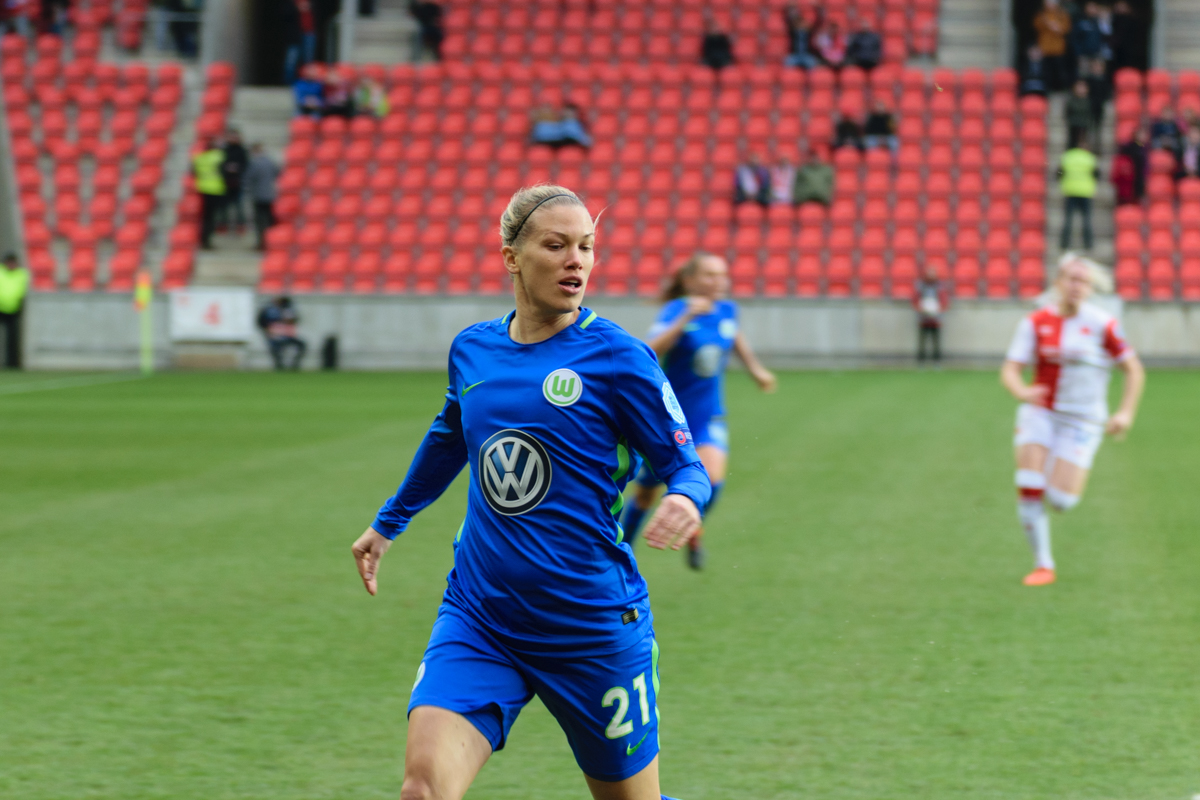
Lara Dickenmann ha vinto per 7 volte il titolo di Calciatrice dell'anno

Le vincitrici della categoria Female National Player.
- 1998 	Sonja Spinner,  SV Seebach
- 1999 	Kathrin Lehmann,  Bayern Monaco
- 2000 	Beatrice Mettler,  FC Schwerzenbach
- 2001 	Mirjam Berz,  Berna
- 2002 	Monica Di Fonzo,  FC Sursee
- 2003 	Prisca Steinegger,  SV Seebach
- 2004 	Lara Dickenmann,  FC Sursee
- 2005 	Marisa Brunner,  Sport Club LUwin.ch
- 2006 	Vanessa Bürki,  FFC Zuchwil 05
- 2007 	Marisa Brunner,  Friburgo
- 2008 	Marina Keller,  FC Schwerzenbach
- 2009 	Ramona Bachmann,  Umeå IK
- 2010 	Caroline Abbé,  Yverdon

- 2011 	Lara Dickenmann,  Olympique Lione
- 2012  Lara Dickenmann,  Olympique Lione
- 2013 	Lara Dickenmann,  Olympique Lione
- 2014 	Lara Dickenmann,  Olympique Lione
- 2015  Ramona Bachmann,  Wolfsburg
- 2016  Lara Dickenmann,  Wolfsburg
- 2017  Lara Dickenmann,  Wolfsburg
- 2018  Lara Dickenmann,  Wolfsburg
- 2019  Ramona Bachmann,   Chelsea
- 2020  Premio non assegnato
- 2021  Lia Wälti,  Arsenal
- 2022  Ramona Bachmann,  PSG
- 2023  Lia Wälti,  Arsenal

#### Classifica per giocatrici
7 vittorie: Lara Dickenmann
4 vittorie: Ramona Bachmann
2 vittorie: Marisa Brunner, Lia Wälti

#### Classifica per squadra di club
4 vittorie:  Olympique Lione,  Wolfsburg
2 vittorie:  Arsenal,  SV Seebach,  FC Sursee,  FC Schwerzenbach

#### Classifica per campionato
10 vittorie:  Women's Super League
6 vittorie:  Frauen-Bundesliga
5 vittorie:  Division 1 Féminine
3 vittorie:  Women's Super League